# Battaglia di Château-Thierry (1814)
La battaglia di Château-Thierry fu combattuta il 12 febbraio 1814 dalle truppe del Primo Impero francese comandate dall'imperatore Napoleone Bonaparte e da Michel Ney e le forze russo-prussiane della sesta coalizione sotto la guida da Blücher e Yorck.
Dopo aver conseguito tre importanti successi tattici durante la campagna dei sei giorni Napoleone cercava il successo decisivo capace di mettere fine alla presenza prussiana in Francia e l'uscita dei prussiani dalla sesta coalizione anti-francese. L'imperatore francese si scontrò con le retroguardie prussiane comandate dal generale Yorck sul fiume Marna vicino Château-Thierry. Napoleone inviò il maresciallo Ney a condurre l'attacco e i francesi riuscirono a rompere le linee prussiane infliggendo gravi perdite al nemico. L'attacco francese fu fermato solo dall'artiglieria prussiana involontariamente e fortunosamente piazzata nel posto giusto, la copertura dell'artiglieria consentì a Yorck di ritirare le truppe con ordine e impedì la disfatta totale. Alla fine della battaglia i francesi riuscirono anche ad impossessarsi di nove cannoni e molte provviste.